# Gegeneophis danieli
Espèce
Synonymes
- Gegeneophis nadkarnii Bhatta & Prashanth, 2004

Statut de conservation UICN

 DD  : Données insuffisantes
Gegeneophis danieli est une espèce de gymnophiones de la famille des Indotyphlidae.

## Répartition
Cette espèce est endémique d'Inde. Elle se rencontre au Maharashtra et au Karnataka.

## Étymologie
Son nom d'espèce, danieli, lui a été donné en l'honneur de Jivanayakam Cyril Daniel (1927-2011), ancien directeur de la Bombay natural history society, en reconnaissance de sa contribution à l'herpétologie indienne.

## Description
L'holotype de cette espèce, une femelle, mesurait 193 mm. Son dos était gris acier avec des reflets lavande et d'une teinte plus sombre que la partie ventrale.

## Publication originale
- Giri, Wilkinson & Gower, 2003 : A new species of Gegeneophis Peters (Amphibia: Gymnophiona: Caeciliidae) from southern Maharashtra, India, with a key to the species of the genus. Zootaxa, no 351, p. 1-10 (texte intégral).